# Пьянелло-дель-Ларио
Пьянелло-дель-Ларио (итал. Pianello del Lario) — коммуна в Италии, располагается в регионе Ломбардия, в провинции Комо.
Население составляет 1029 человек (2008 г.), плотность населения составляет 114 чел./км². Занимает площадь 9 км². Почтовый индекс — 22010. Телефонный код — 0344.
Покровителем коммуны почитается святитель Мартин Турский, празднование 11 ноября.

## Демография
Динамика населения:

## Администрация коммуны
- Официальный сайт: